# Bolszaja Osinowka (obwód saratowski)
Bolszaja Osinowka (ros. Большая Осиновка) – wieś (sieło) w Rosji, w obwodzie saratowskim, w rejonie atkarskim. W 2010 liczyła 353 mieszkańców.